# Megalechis picta
 Megalechis picta és una espècie de peix de la família dels cal·líctids i de l'ordre dels siluriformes.

## Morfologia
- Els mascles poden assolir 15,5 cm de longitud total[1] i 350 g de pes.[2][3]

## Alimentació
És omnívor.

## Hàbitat
És un peix d'aigua dolça i de clima tropical (18 °C-28 °C).

## Distribució geogràfica
Es troba a Sud-amèrica: conques dels rius Amazones i Orinoco, i rius costaners de les Guaianes i el nord del Brasil.